# Großer Preis von Österreich
Als Großer Preis von Österreich wurde bisher 34 Mal ein Formel-1-Rennen in Österreich ausgetragen, zunächst in der Gemeinde Zeltweg und später im zwei Kilometer entfernten Nachbarort Spielberg im Bezirk Murtal in der Steiermark. Zwischen 1965 und 1969 wurde das Rennen als Sportwagenrennen abgehalten.

## Geschichte

Rennkurs in Zeltweg

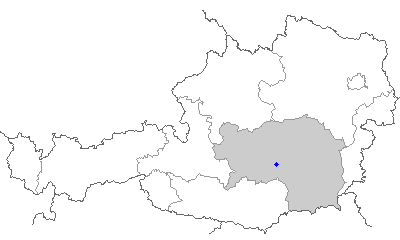
Lage von Zeltweg und Spielberg

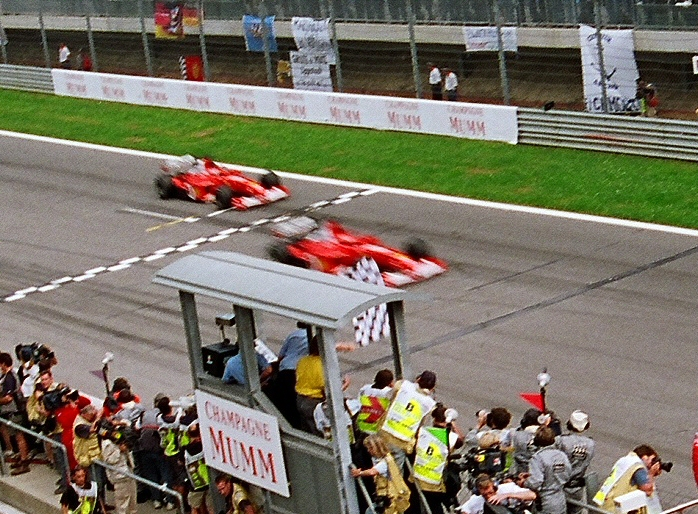
Das Skandalrennen von 2002

1957 fand erstmals auf dem Gelände des nach 1937 errichteten Militärflugplatzes in Zeltweg (Steiermark) ein internationales Rennen für Sportwagen und Prototypen, Grand-Tourisme und Motorräder statt. 1959 fand das erste Formel-2-Rennen statt, der erste Weltmeisterschaftslauf im Jahre 1964. 1960 nahmen u. a. Jack Brabham auf Cooper-Climax und Stirling Moss auf Porsche teil. Im Jahr darauf starteten hier erstmals in Österreich Formel-1-Rennwagen. 1963 wurde das Rennen erstmals als „Großer Preis von Österreich“ ausgetragen, den Jack Brabham auf Brabham-Climax gewann. Jochen Rindt fiel nach einem Motorschaden aus. In diesem Jahr hatte das Rennen keinen Weltmeisterschaftsstatus. Im folgenden Jahr zählte das Rennen zur Automobil-Weltmeisterschaft der FIA für die Formel 1. Die Strecke hatte eine Länge von 3,2 km. Es wurden 105 Runden und somit insgesamt 336 km gefahren. Die schnellste Rennrunde fuhr Dan Gurney in 1:10,56 Min. für das Brabham-Team.
Von 1970 bis 1987 wurden regelmäßig Formel-1-Rennen auf dem 1969 fertiggestellten Österreichring auf dem Gelände der Gemeinden Spielberg und Flatschach ausgetragen. Die Strecke hatte anfangs eine Länge von 5,911 km und wurde 1977 durch den Einbau einer Schikane als Reaktion auf den tödlichen Unfall von Mark Donohue 1975 auf 5,942 km verlängert. Nachdem in der ersten Saison 60 Runden zu absolvieren waren, variierte die Rundenanzahl später zwischen 52 und 54 Rennrunden. Die Strecke galt als absoluter Hochgeschwindigkeitskurs, auf welchem neben Silverstone für einige Jahre immer wieder neue Rekorde für die Durchschnittsgeschwindigkeit einer Runde erzielt wurden. Den Rennrundenrekord auf diesem Kurs hält Nigel Mansell mit 1:28,318 Min., den er sich 1987 auf Williams herausfuhr. In diesem Rennen gab es beim Start zwei große Unfälle mit Millionenschaden, danach verabschiedete sich die Formel 1 von Österreich für zehn Jahre, da die Strecke nicht mehr zeitgemäß war.
Mitte der 1990er Jahre wurde die Rennstrecke völlig umgebaut. Sie wurde modernisiert, die Sicherheitseinrichtungen (vor allem Auslaufzonen, die auf der alten Strecke völlig fehlten, wurden durch eine Verengung der Kurven geschaffen, außerdem war die neue Strecke erheblich breiter) wurden erneuert, sie bekam ein neues Teilstück und wurde auf 4,319 km verkürzt. Außerdem wurde die Strecke in A1-Ring umbenannt und gehörte nun vollständig zu Spielberg. Von 1997 bis 2003 fanden auf dem A1-Ring erneut Formel-1-Rennen statt. Im Jahr 2002 wurde die Streckenlänge im Zuge kleiner Umbauarbeiten nochmals geringfügig auf 4,326 km verändert, ein EU-weites Tabakwerbeverbot läutete jedoch im darauffolgenden Jahr eine erneute Pause ein da die F1 Auftritte in anderen Weltregionen bevorzugte.
Danach wurde das Gelände an Dietrich Mateschitz verkauft. Er begann 2004 mit dem Umbau des Geländes in ein Motorsportzentrum. Jedoch wurde unmittelbar nach Beginn der Abbrucharbeiten das Projekt im Zuge einer negativen Umweltverträglichkeitsprüfung gestoppt und so war zeitweise nicht klar, wie das Gelände in Zukunft genutzt werden solle, da sich Red Bull nicht bereit zeigte, das Projekt nur eingeschränkt zu realisieren. Im Zuge des Wahlkampfes vor der Landtagswahl 2005 zeigte sich die Politik wieder bemüht, um „das Projekt Spielberg zu retten“. Am 15. Mai 2011 wurde die Strecke als Red Bull Ring unter dem neuen Eigentümer Dietrich Mateschitz wieder neu eröffnet.
Drei Jahre später kehrte auch die Formel 1 wieder nach Spielberg zurück. Das erste Rennen fand am 22. Juni 2014 statt. Eine Vertragsverlängerung bis inklusive der Saison 2027 wurde im März 2023 bekannt gegeben.
Rekordsieger mit vier Siegen ist Max Verstappen in den Jahren 2018, 2019, 2021 und 2023.

## Ergebnisse
| Auflage | Jahr          | Strecke                          | Klasse                           | Sieger                                | Zweiter                             | Dritter                                  | Pole-Position                            | Schnellste Runde                                  |
| ------- | ------------- | -------------------------------- | -------------------------------- | ------------------------------------- | ----------------------------------- | ---------------------------------------- | ---------------------------------------- | ------------------------------------------------- |
| 01      | 1963          | Zeltweg                          | F1                               | Jack Brabham (Brabham-Climax)         | Tony Settember (Scirocco-BRM)       | Carel Godin de Beaufort (Porsche)        | Jim Clark (Lotus-Climax)                 | Jack Brabham (Brabham-Climax)                     |
| 02      | 1964          | Zeltweg                          | F1                               | Lorenzo Bandini (Ferrari)             | Richie Ginther (B.R.M.)             | Bob Anderson (Brabham-Climax)            | Graham Hill (B.R.M.)                     | Dan Gurney (Brabham-Climax)                       |
|         |               |                                  |                                  |                                       |                                     |                                          |                                          |                                                   |
|         | 1965 bis 1969 | Als Sportwagenrennen ausgetragen | Als Sportwagenrennen ausgetragen | Als Sportwagenrennen ausgetragen      | Als Sportwagenrennen ausgetragen    | Als Sportwagenrennen ausgetragen         | Als Sportwagenrennen ausgetragen         | Als Sportwagenrennen ausgetragen                  |
| 08      | 1970          | Spielberg                        | F1                               | Jacky Ickx (Ferrari)                  | Clay Regazzoni (Ferrari)            | Rolf Stommelen (Brabham-Ford)            | Jochen Rindt (Lotus-Ford)                | Jacky Ickx (Ferrari) und Clay Regazzoni (Ferrari) |
| 09      | 1971          | Spielberg                        | F1                               | Jo Siffert (B.R.M.)                   | Emerson Fittipaldi (Lotus-Ford)     | Tim Schenken (Brabham-Ford)              | Jo Siffert (B.R.M.)                      | Jo Siffert (B.R.M.)                               |
| 10      | 1972          | Spielberg                        | F1                               | Emerson Fittipaldi (Lotus-Ford)       | Denis Hulme (McLaren-Ford)          | Peter Revson (McLaren-Ford)              | Emerson Fittipaldi (Lotus-Ford)          | Denis Hulme (McLaren-Ford)                        |
| 11      | 1973          | Spielberg                        | F1                               | Ronnie Peterson (Lotus-Ford)          | Jackie Stewart (Tyrrell-Ford)       | Carlos Pace (Surtees-Ford)               | Emerson Fittipaldi (Lotus-Ford)          | Carlos Pace (Surtees-Ford)                        |
| 12      | 1974          | Spielberg                        | F1                               | Carlos Reutemann (Brabham-Ford)       | Denis Hulme (McLaren-Ford)          | James Hunt (Hesketh-Ford)                | Niki Lauda (Ferrari)                     | Clay Regazzoni (Ferrari)                          |
| 13      | 1975          | Spielberg                        | F1                               | Vittorio Brambilla (March-Ford)       | James Hunt (Hesketh-Ford)           | Tom Pryce (Shadow-Ford)                  | Niki Lauda (Ferrari)                     | Vittorio Brambilla (March-Ford)                   |
| 14      | 1976          | Spielberg                        | F1                               | John Watson (Penske-Ford)             | Jacques Laffite (Ligier-Matra)      | Gunnar Nilsson (Lotus-Ford)              | James Hunt (McLaren-Ford)                | James Hunt (McLaren-Ford)                         |
| 15      | 1977          | Spielberg                        | F1                               | Alan Jones (Shadow-Ford)              | Niki Lauda (Ferrari)                | Hans-Joachim Stuck (Brabham-Ford)        | Niki Lauda (Ferrari)                     | John Watson (Brabham-Ford)                        |
| 16      | 1978          | Spielberg                        | F1                               | Ronnie Peterson (Lotus-Ford)          | Patrick Depailler (Tyrrell-Ford)    | Gilles Villeneuve (Ferrari)              | Ronnie Peterson (Lotus-Ford)             | Ronnie Peterson (Lotus-Ford)                      |
| 17      | 1979          | Spielberg                        | F1                               | Alan Jones (Williams-Ford)            | Gilles Villeneuve (Ferrari)         | Jacques Laffite (Ligier-Ford)            | René Arnoux (Renault)                    | René Arnoux (Renault)                             |
| 18      | 1980          | Spielberg                        | F1                               | Jean-Pierre Jabouille (Renault)       | Alan Jones (Williams-Ford)          | Carlos Reutemann (Williams-Ford)         | René Arnoux (Renault)                    | René Arnoux (Renault)                             |
| 19      | 1981          | Spielberg                        | F1                               | Jacques Laffite (Ligier-Matra)        | René Arnoux (Renault)               | Nelson Piquet (Brabham-Ford)             | René Arnoux (Renault)                    | Jacques Laffite (Ligier-Matra)                    |
| 20      | 1982          | Spielberg                        | F1                               | Elio de Angelis (Lotus-Ford)          | Keke Rosberg (Williams-Ford)        | Jacques Laffite (Ligier-Matra)           | Nelson Piquet (Brabham-Ford)             | Nelson Piquet (Brabham-Ford)                      |
| 21      | 1983          | Spielberg                        | F1                               | Alain Prost (Renault)                 | René Arnoux (Ferrari)               | Nelson Piquet (Brabham-BMW)              | Patrick Tambay (Ferrari)                 | Alain Prost (Renault)                             |
| 22      | 1984          | Spielberg                        | F1                               | Niki Lauda (McLaren-TAG Porsche)      | Nelson Piquet (Brabham-BMW)         | Michele Alboreto (Ferrari)               | Nelson Piquet (Brabham-BMW)              | Niki Lauda (McLaren-TAG Porsche)                  |
| 23      | 1985          | Spielberg                        | F1                               | Alain Prost (McLaren-TAG Porsche)     | Ayrton Senna (Lotus-Ford)           | Michele Alboreto (Ferrari)               | Alain Prost (McLaren-TAG Porsche)        | Alain Prost (McLaren-TAG Porsche)                 |
| 24      | 1986          | Spielberg                        | F1                               | Alain Prost (McLaren-TAG Porsche)     | Michele Alboreto (Ferrari)          | Stefan Johansson (Ferrari)               | Teo Fabi (Benetton-BMW)                  | Gerhard Berger (Benetton-BMW)                     |
| 25      | 1987          | Spielberg                        | F1                               | Nigel Mansell (Williams-Honda)        | Nelson Piquet (Williams-Honda)      | Teo Fabi (Benetton-Ford)                 | Nelson Piquet (Williams-Honda)           | Nigel Mansell (Williams-Honda)                    |
|         | 1988 bis 1996 | kein Großer Preis von Österreich | kein Großer Preis von Österreich | kein Großer Preis von Österreich      | kein Großer Preis von Österreich    | kein Großer Preis von Österreich         | kein Großer Preis von Österreich         | kein Großer Preis von Österreich                  |
| 26      | 1997          | Spielberg                        | F1                               | Jacques Villeneuve (Williams-Renault) | David Coulthard (McLaren-Mercedes)  | Heinz-Harald Frentzen (Williams-Renault) | Jacques Villeneuve (Williams-Renault)    | Jacques Villeneuve (Williams-Renault)             |
| 27      | 1998          | Spielberg                        | F1                               | Mika Häkkinen (McLaren-Mercedes)      | David Coulthard (McLaren-Mercedes)  | Michael Schumacher (Ferrari)             | Giancarlo Fisichella (Benetton-Playlife) | David Coulthard (McLaren-Mercedes)                |
| 28      | 1999          | Spielberg                        | F1                               | Eddie Irvine (Ferrari)                | David Coulthard (McLaren-Mercedes)  | Mika Häkkinen (McLaren-Mercedes)         | Mika Häkkinen (McLaren-Mercedes)         | Mika Häkkinen (McLaren-Mercedes)                  |
| 29      | 2000          | Spielberg                        | F1                               | Mika Häkkinen (McLaren-Mercedes)      | David Coulthard (McLaren-Mercedes)  | Rubens Barrichello (Ferrari)             | Mika Häkkinen (McLaren-Mercedes)         | David Coulthard (McLaren-Mercedes)                |
| 30      | 2001          | Spielberg                        | F1                               | David Coulthard (McLaren-Mercedes)    | Michael Schumacher (Ferrari)        | Rubens Barrichello (Ferrari)             | Michael Schumacher (Ferrari)             | David Coulthard (McLaren-Mercedes)                |
| 31      | 2002          | Spielberg                        | F1                               | Michael Schumacher (Ferrari)          | Rubens Barrichello (Ferrari)        | Juan Pablo Montoya (BMW Williams)        | Rubens Barrichello (Ferrari)             | Michael Schumacher (Ferrari)                      |
| 32      | 2003          | Spielberg                        | F1                               | Michael Schumacher (Ferrari)          | Kimi Räikkönen (McLaren-Mercedes)   | Rubens Barrichello (Ferrari)             | Michael Schumacher (Ferrari)             | Michael Schumacher (Ferrari)                      |
|         | 2004 bis 2013 | kein Großer Preis von Österreich | kein Großer Preis von Österreich | kein Großer Preis von Österreich      | kein Großer Preis von Österreich    | kein Großer Preis von Österreich         | kein Großer Preis von Österreich         | kein Großer Preis von Österreich                  |
| 33      | 2014          | Spielberg                        | F1                               | Nico Rosberg (Mercedes)               | Lewis Hamilton (Mercedes)           | Valtteri Bottas (Williams-Mercedes)      | Felipe Massa (Williams-Mercedes)         | Sergio Pérez (Force India-Mercedes)               |
| 34      | 2015          | Spielberg                        | F1                               | Nico Rosberg (Mercedes)               | Lewis Hamilton (Mercedes)           | Felipe Massa (Williams-Mercedes)         | Lewis Hamilton (Mercedes)                | Nico Rosberg (Mercedes)                           |
| 35      | 2016          | Spielberg                        | F1                               | Lewis Hamilton (Mercedes)             | Max Verstappen (Red Bull-TAG Heuer) | Kimi Räikkönen (Ferrari)                 | Lewis Hamilton (Mercedes)                | Lewis Hamilton (Mercedes)                         |
| 36      | 2017          | Spielberg                        | F1                               | Valtteri Bottas (Mercedes)            | Sebastian Vettel (Ferrari)          | Daniel Ricciardo (Red Bull-TAG Heuer)    | Valtteri Bottas (Mercedes)               | Lewis Hamilton (Mercedes)                         |
| 37      | 2018          | Spielberg                        | F1                               | Max Verstappen (Red Bull-TAG Heuer)   | Kimi Räikkönen (Ferrari)            | Sebastian Vettel (Ferrari)               | Valtteri Bottas (Mercedes)               | Kimi Räikkönen (Ferrari)                          |
| 38      | 2019          | Spielberg                        | F1                               | Max Verstappen (Red Bull-Honda)       | Charles Leclerc (Ferrari)           | Valtteri Bottas (Mercedes)               | Charles Leclerc (Ferrari)                | Max Verstappen (Red Bull-Honda)                   |
| 39      | 2020          | Spielberg                        | F1                               | Valtteri Bottas (Mercedes)            | Charles Leclerc (Ferrari)           | Lando Norris (McLaren-Renault)           | Valtteri Bottas (Mercedes)               | Lando Norris (McLaren-Renault)                    |
| 40      | 2021          | Spielberg                        | F1                               | Max Verstappen (Red Bull-Honda)       | Valtteri Bottas (Mercedes)          | Lando Norris (McLaren-Mercedes)          | Max Verstappen (Red Bull-Honda)          | Max Verstappen (Red Bull-Honda)                   |
| 41      | 2022          | Spielberg                        | F1                               | Charles Leclerc (Ferrari)             | Max Verstappen (Red Bull-RBPT)      | Lewis Hamilton (Mercedes)                | Max Verstappen (Red Bull-RBPT)           | Max Verstappen (Red Bull-RBPT)                    |
| 42      | 2023          | Spielberg                        | F1                               | Max Verstappen (Red Bull-RBPT)        | Charles Leclerc (Ferrari)           | Sergio Pérez (Red Bull-RBPT)             | Max Verstappen (Red Bull-RBPT)           | Max Verstappen (Red Bull-RBPT)                    |
| 43      | 2024          | Spielberg                        | F1                               | George Russell (Mercedes)             | Oscar Piastri (McLaren-Mercedes)    | Carlos Sainz jr. (Ferrari)               | Max Verstappen (Red Bull-RBPT)           | Fernando Alonso (Aston Martin Aramco-Mercedes)    |
| 44      | 2025          | Spielberg                        | F1                               | Lando Norris (McLaren-Mercedes)       | Oscar Piastri (McLaren-Mercedes)    | Charles Leclerc (Ferrari)                | Lando Norris (McLaren-Mercedes)          | Oscar Piastri (McLaren-Mercedes)                  |

| Legende   | Legende                                                                                              | Legende                                                     |
| Abkürzung | Klasse                                                                                               | Kommentar                                                   |
| --------- | --- | ----------------------------------------------------------- |
| F1        | Formel 1                                                                                             | Formel-1-Weltmeisterschaft ab 1950                          |
| F2        | Formel 2                                                                                             |                                                             |
| FL        | Formula libre                                                                                        | Fahrzeugklasse in der Regel vom Veranstalter ausgeschrieben |
| SW        | Sportwagen                                                                                           |                                                             |
| TW        | Tourenwagen                                                                                          |                                                             |
| GP        | Grand-Prix-Fahrzeuge                                                                                 |                                                             |
|           | ↓ Durchgehende graue Linien zeigen an, wann in der Geschichte auf einem neuen Kurs gefahren wurde. ↓ |                                                             |
|           | |                                                             |
|           | Einträge mit hellrotem Hintergrund waren keine Läufe zur Automobil- bzw. Formel-1-Weltmeisterschaft. |                                                             |
|           | Einträge mit gelbem Hintergrund waren Läufe zur Europameisterschaft.                                 |                                                             |